# Строчок обыкновенный
Строчок обыкновенный (лат. Gyromitra esculenta) — вид сумчатых грибов рода Строчок (Gyromitra) семейства Дисциновые (Discinaceae) порядка Пецицевые (Pezizales); типовой вид рода.
Широко распространён в Европе и Северной Америке.
Сапротроф. Обитает на гарях, песчаных почвах. Преимущественно встречается под хвойными деревьями. Плодовые тела появляются в апреле-мае.
В одних источниках считается условно съедобным, в других — ядовитым. Ядовитость строчков зависит от региона.

## Этимология названия и таксономия
Родовое название гриба Gyromitra происходит от древнегреческих слов γυρός — «круглый» и μίτρα — «головная повязка». Оно было дано в связи с внешним видом шляпки гриба.
Видовой эпитет esculenta по-латыни означает «съедобная». Это связано с тем, что ранее в Европе этот гриб часто использовали в пищу.
В англоязычных странах гриб известен также под названиями «гриб-мозг», «слоновьи уши».
Вид был первоначально описан в 1800 году датским микологом Генрихом Христианом Персоном как Helvella esculenta. В 1849 году шведский миколог Элиас Магнус Фрис отнёс данный вид к роду Сморчок семейства Сморчковые.
Впоследствии анализ генов, кодирующих рибосомальные РНК некоторых представителей семейства Сморчковые, показал, в частности, что род Строчок генетически близок к роду Дисцина, поэтому он был включен в семейство Дисциновые.
|  |               |  |               |                  |                    |  | ещё 3 класса | ещё 3 класса    |                      |  |  |  | ещё 18 семейств      | ещё 18 семейств      |             |  |  |  |  |
|  |               |  |               |                  |                    |  | ещё 3 класса | ещё 3 класса    |                      |  |  |  | ещё 18 семейств      | ещё 18 семейств      | ещё 63 вида |  |  |  |  |
|  |               |  |               | отдел Аскомикота |                    |  |              |                 | порядок Пецицевые    |  |  |  |                      | род Строчок          |             |  |  |  |  |
|  |               |  |               | отдел Аскомикота |                    |  |              |                 | порядок Пецицевые    |  |  |  |                      | род Строчок          |             |  |  |  |  |
|  | царство Грибы |  |               |                  | класс Пецицомицеты |  |              |                 | семейство Дисциновые |  |  |  |                      |                      |             |  |  |  |  |
|  | царство Грибы |  |               |                  |                    |  |              |                 |                      |  |  |  |                      |                      |             |  |  |  |  |
|  |               |  | ещё 6 отделов | ещё 6 отделов    |                    |  |              | ещё 16 порядков | ещё 16 порядков      |  |  |  | Строчок обыкновенный | Строчок обыкновенный |             |  |  |  |  |
|  |               |  |               | ещё 6 отделов    |                    |  |              |                 | ещё 16 порядков      |  |  |  |                      | Строчок обыкновенный |             |  |  |  |  |

Синонимы, принятые базой данных MycoBank:
- Helvella mitra Schaeff.
- Elvela mitra  Schaeff.
- Helvella esculenta  Pers.basionym
- Helvella sinuosa  Brond.
- Physomitra esculenta  (Pers.) Boud.

## Описание

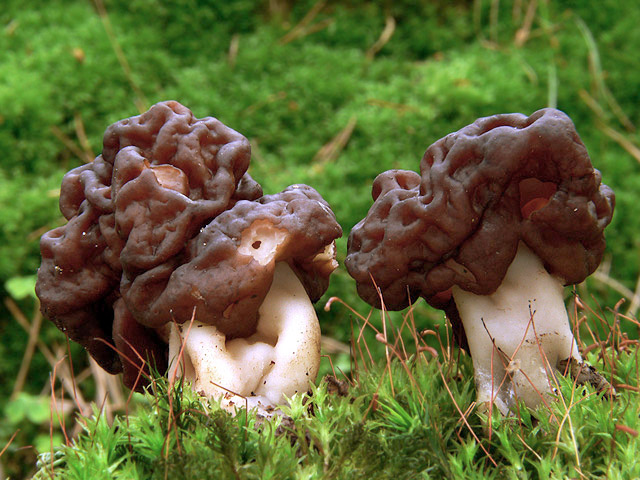
Строчок обыкновенный

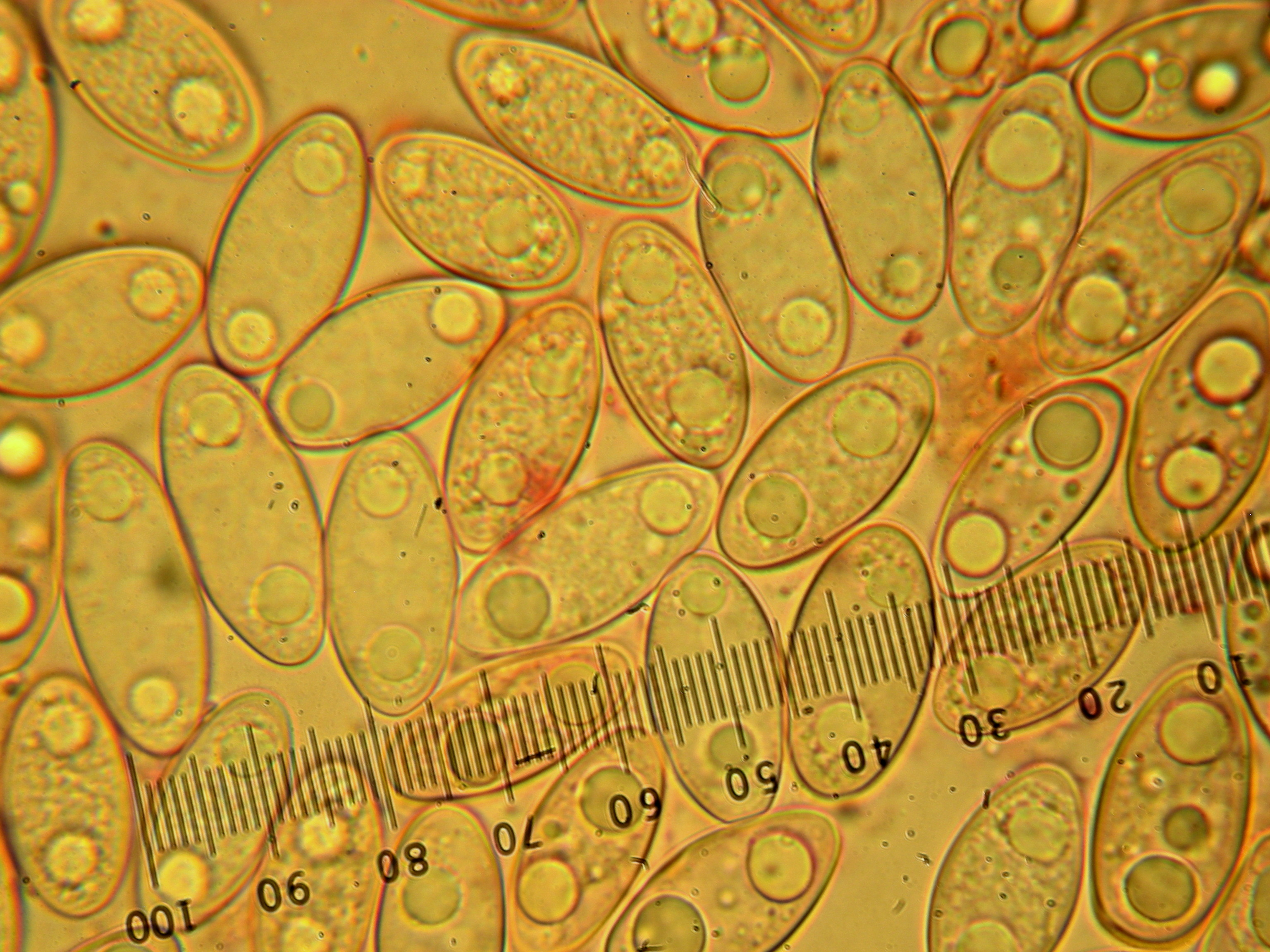
Споры грибa при многократном увеличении

Шляпка неправильной формы, визуально напоминает мозг, до 10 см в высоту и 15 см в ширину. Первоначально шляпка гладкая, но со временем становится морщинистой. В основном шляпка коричневого, либо тёмно-коричневого оттенка, но встречаются экземпляры с красной, оранжевой, пурпурной шляпкой.
Ножка длиной 2—3 см и диаметром от 2 до 6 см, ровная, внутри полая. На ощупь плотная. Сужена к основанию. Имеет светлый цвет, иногда с розовым оттенком.
Мякоть восковая, ломкая, с фруктовым запахом, имеет приятный вкус.
Сумки цилиндрической формы, вмещают 8 спор.
Споры 18—23 x 9—12 мкм, эллиптической формы, бледно-жёлтого цвета, слегка маслянисты на ощупь.
Парафизы нитевидные, толщиной от 5 до 7 мкм, буроватого цвета.

## Экология и распространение
Строчок обыкновенный обитает на песчаных почвах, гарях, местах вырубки лесов, преимущественно под хвойными породами; также встречается под тополями.
На американском континенте встречается в хвойных лесах гор Сьере-Невада и в Каскадных горах на северо-западе Америки, в Мексике.
В Европе обитает в её центральной части, а также в Англии и Ирландии.
В Азии известны местообитания данного вида в Западной Турции и на побережье Антальи.

## Токсичность
Содержит канцерогенный токсин гиромитрин, воздействующий в том числе на печень и вегетативную нервную систему. Известны случаи отравления. Симптомы отравления включают рвоту и тошноту, в тяжелых случаях наблюдается кома и даже смерть.
Автор книг и статей о грибах Михаил Вишневский считает, что строчки, растущие в западной Европе, действительно ядовиты, но они отличаются по химическому составу от строчков, растущих восточнее Чехии и Польши, которые, по его мнению, недостаточно ядовиты, следовательно съедобны. Ядовитость строчков зависит от климата: в тёплых регионах они более ядовиты, чем в холодных. Кулинарная обработка яд строчков не уничтожает.
Употребление строчка распространено в некоторых странах Европы и Северной Америки. В Италии его продажа запрещена.